# Origbaajo Ismaila
Origbaajo Ismaila (sinh ngày 4 tháng 8 năm 1998) là một cầu thủ bóng đá người Nigeria.

## Sự nghiệp câu lạc bộ
Origbaajo Ismaila hiện đang chơi cho Fukushima United FC.